# Galatsi
Galatsi (Grieks: Γαλάτσι) is een gemeente (dimos) in de Griekse bestuurlijke regio (periferia) Attica.